# This Mortal Coil
This Mortal Coil (kurz TMC) war ein Musikprojekt des britischen Independent-Labels 4AD und seines Mitbegründers Ivo Watts-Russell. Der Name „This Mortal Coil“ (deutsch: „diese sterbliche Hülle“) leitet sich von einem Zitat aus William Shakespeares Hamlet ab. Die Supergroup war zwischen 1983 und 1991 aktiv und arbeitete in dieser Zeit mit zahlreichen Studiomusikern, Sängern und Sängerinnen zusammen.

## Geschichte
Das Projekt This Mortal Coil bestand aus einer Zusammenarbeit verschiedener Musiker, die alle in loser Verbindung mit dem Label 4AD standen: so beispielsweise Colourbox, Dead Can Dance, Cocteau Twins, The Wolfgang Press, Clan of Xymox sowie Throwing Muses. This Mortal Coil veröffentlichten in der Zeit von 1983 bis 1991 lediglich drei Alben: It’ll End in Tears, Filigree & Shadow und Blood. Lonely Is an Eyesore ist eine Compilation ohne Gruppenname mit demselben Musikerkreis wie bei This Mortal Coil. Jedes der Alben bestand größtenteils aus atmosphärisch-fragilen Interpretationen von 1970er-Jahre-Musikern wie Alex Chilton, Roy Harper und Tim Buckley sowie Eigenkompositionen. Einer der bekanntesten Titel, eine Interpretation des Tim-Buckley-Stücks Song to the Siren, befindet sich auf dem Album It'll End in Tears. Dieser als Startpunkt des Projekts zu bezeichnende Song wurde mit Elizabeth Fraser von der schottischen Gruppe Cocteau Twins aufgenommen, die ebenfalls bei 4AD unter Vertrag waren. Der Song, der sich zunächst auf einer B-Seite der von Elizabeth Fraser als Medley eingesungenen Modern-English-Songs Sixteen Days und Gathering Dust befand und schließlich 101 Wochen in den UK-Indie-Charts platziert war, wurde u. a. in den Filmen Lost Highway von David Lynch (1997), Michael Bay’s Texas Chainsaw Massacre (2003) und The Lovely Bones von Peter Jackson (2010) als Untermalung verwendet. Außerdem ist er in einer Parfümwerbung von Cacharel für das Parfüm Noa zu hören.

## Nachfolgeprojekt
Watts-Russell gründete in den späten 1990ern ein Anschlussprojekt, das er The Hope Blister nannte und 1998 das Album …smile’s OK veröffentlichte. Die TMC-Albumcover sind, wie fast sämtliche 4AD-Produktionen, von dem britischen Grafikdesigner Vaughan Oliver und seinem Landsmann, dem Fotografen Nigel Grierson, gestaltet. Nachdem The Hope Blister 1999 das zweite Album Underarms auf dem Markt gebracht hatte, zog sich Watts-Russell aus dem Musikgeschäft zurück. 2005 erschien mit Underarms and Sideways eine erweiterte Neuauflage des Albums.

## Diskographie
Studioalben
- It’ll End in Tears (1984)
- Filigree & Shadow (1986)
- Blood (1991)

Extended Play
- Sixteen Days / Gathering Dust (1983)

Kompilationen
- 1983–1991 (1993)
- It’ll End In Tears / Filigree & Shadow  (1998)
- This Mortal Coil (HDCD-Box-Set, 2011)
- Dust & Guitars (2012)

Singles
- Song to the Siren (1983)
- Kangaroo (1984)
- Come Here My Love / Drugs (1986)
- You and Your Sister (1991)
- Jackie and Kate (Split-Single, 2016)